# Paul Christoph Hennings

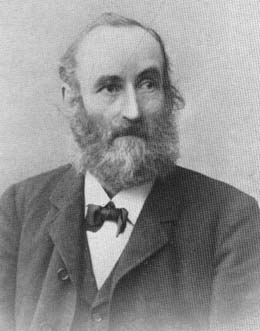
Paul Christoph Hennings

Paul Christoph Hennings (* 27. November 1841 in Heide, Herzogtum Holstein; † 14. Oktober 1908 in Berlin) war ein autodidaktischer deutscher Botaniker und Mykologe. Sein botanisches Autorenkürzel lautet „Henn.“

## Leben und Wirken
Hennings besuchte das Gymnasium in Meldorf, war jedoch bereits in der dritten Klasse gezwungen, dieses 1860 ohne Abschluss zu verlassen. Er erhielt um 1861 ein Volontariat am Botanischen Garten Kiel. Dank der Förderung des dortigen Direktors, Ernst Ferdinand Nolte, und durch Unterstützung seines Freundes Klaus Groth konnte er sich im Wintersemester 1863/1864 an der Universität Kiel immatrikulieren. Auf Grund des Deutsch-Dänischen Krieges war er 1864 gezwungen, sein Studium zu unterbrechen und trat, zunächst in Augustenburg, später in Hohenwestedt in den Dienst der Post. In seiner Freizeit beschäftigte er sich jedoch mit der Flora seiner Umgebung, unternahm gemeinsam mit Nolte zahlreiche Exkursionen und begann mit der Anlage seiner botanischen Sammlung. Er war außerdem Lehrer der Landwirtschaftsschule in Hohenwestedt.
Der Nachfolger Noltes als Direktor des Botanischen Gartens Kiel, August Wilhelm Eichler, holte Hennings zurück nach Kiel und ermöglichte ihm eine Stelle als Assistent im Botanischen Garten. Dort beschäftigte sich Hennings mit der Sortierung des Lucas Herbars, ergänzte seine Sammlung und veröffentlichte eine Flora der Umgebung von Hohenwestedt, sowie eine des Kieler Raums. Er befasste sich außerdem mit Kryptogamen und erstellte erstmals eine vollständige Sammlung der größeren Algen der Kieler Bucht. Als Eichler den Lehrstuhl für Botanik an der Universität Berlin sowie die Leitung des Königlichen Botanischen Gartens übernahm, folgte ihm Hannings 1880. Dort war er für das von Eichler gegründete Schaumuseum und den Aufbau des Kryptogamenherbars zuständig.
Ab 1885 befasste er sich fast ausschließlich mit Pilzen; zunächst mit Hutpilzen, später auch mit Brandpilzartigen (Ustilaginales), Rostpilzen (Pucciniales) und parasitischen Schlauchpilzen (Ascomycota). Er veröffentlichte aber auch zwei Arbeiten über die Algen der Mark Brandenburg. Er erarbeitete sich im Bereich der Pilze rasch den Ruf einer Autorität und konnte – nicht nur den norddeutschen Raum betreffend – zahlreiche Entdeckungen für sich verbuchen, sondern befasste sich zunehmend auch durch Zusendungen aus den deutschen Kolonien mit tropischen Pilzen, von denen er zahlreiche neue Arten beschrieb. 1890 wurde er in Anerkennung seiner wissenschaftlichen Tätigkeit zum stellvertretenden Kustos, 1891 zum Kustos des Botanischen Gartens ernannt. Bis dahin hatte er bereits eine der weltweit bedeutendsten Sammlungen von Pilzen in Berlin aufgebaut. 1902 wurde er trotz fehlender akademischer Ausbildung sogar zum Professor ernannt. Die meisten seiner ca. 250 Veröffentlichungen publizierte er in der Zeitschrift Hedwigia, von der er 1893 bis 1905 Mitherausgeber war. Er schrieb außerdem zahlreiche humorvolle Gedichte.
Hennings starb am 14. Oktober 1908 an einer kurzen Krankheit 66-jährig; ein Jahr nach dem frühen Tod seines Sohnes.

## Ehrungen
Nach ihm benannt wurden die Pilzgattungen Henningsiella Rehm, Henningsomyces Kuntze und die Pflanzengattung Henningsocarpum Kuntze aus der Familie der Weidengewächse (Salicaceae).

## Schriften
- Fungi africani: 1. In: A. Engler (Hrsg.): Botanisches Jahrbücher für Systematik, Pflanzengeschichte und Pflanzengeographie. 1891, S. 337–373.
- Fungi africani: 2. In: A. Engler (Hrsg.): Botanisches Jahrbücher für Systematik, Pflanzengeschichte und Pflanzengeographie. 1893, S. 1–42.
- Fungi Warburgiani. In: Hedwigia. 32, 1893, S. 216–227.
- Fungi aethiopici. In: Hedwigia. 34, 1895, S. 328.
- Beiträge zur Pilzflora Südamerikas: 1. In: Hedwigia. 35, 1896, S. 207.
- Fungi camerunenses: 2. (incl. Nonnullis aliis africanis). In: Englers botanische Jahrbuch. 23, 1897, S. 537–558.
- Beiträge zur Pilzflora Südamerikas: 2". In: Hedwigia. 36, 1897, S. 190–246.
- Fleischige Pilze aus Japan. In: Hedwigia. 39, 5, 1900, S. 155–157.
- Fungi Indiae orientalis: 2. In: Hedwigia. 40, 1901, S. 323–342.
- Fungi amazonici a. cl. Ernesto Ule collecti: 1. In: Hedwigia. 43, 1904, S. 154–186.
- Fungi fluminenses a. cl. E. Ule collecti. In: Hedwigia. 43, 1904, S. 78–95.